# Montes Liverpool
La sierra de Liverpool (Liverpool Range) es un cordal montañoso y un terreno formado por lava en Nueva Gales del Sur, Australia.
La sierra de Liverpool inicia desde la meseta volcánica conocida como Cumbres Barrington y tiene un curso aproximadamente de 100 km hacia la frontera norte del distrito de Hunter Valley. Partes de la Cadena Liverpool forman la línea divisoria de las aguas entre el desagüe costero y de tierra adentro de Nueva Gales del Sur y por lo tanto forma un componente de la Gran Cordillera Divisoria. El extremo occidental de la sierra de Liverpool se une con la Cadena Warrumbungle.
La sierra de Liverpool fue nombrada en honor de Robert Jenkinson segundo conde de Liverpool, quien fue Primer ministro de la Gran Bretaña al tiempo de su exploración por los europeos.
Las partes más altas de la sierra de Liverpool alcanzan aproximadamente 1300 metros sobre el nivel del mar, y la cadena formó una barrera importante para la expansión de la colonización en el período inicial de los asentamientos británicos en Nueva Gales del Sur.
La primera ruta a través de la cadena fue descubierta por Allan Cunningham. Esta se encuentra ubicada cerca del extremo occidental de la cadena, dentro del parque nacional Cumbres Coolah.
Las laderas sureñas de la sierra de Liverpool están drenadas por las cabeceras del río Hunter y sus tributarios.
La sierra de Liverpool tiene la reputación de ser un terreno propicio para intensas tormentas en verano. Los picos de la cadena generalmente experimentan severas nevadas cada invierno.